# Novara di Sicilia
Novara di Sicilia (Nuè in dialetto galloitalico; Nuarra in siciliano) è un comune italiano di 1 059 abitanti della città metropolitana di Messina in Sicilia.

## Geografia fisica
Novara di Sicilia si trova al confine tra i monti Nebrodi e i Peloritani e ha un territorio comunale di circa 49 km².

## Storia
Età preistorica: i ritrovamenti in contrada Casalini e le rudimentali abitazioni scavate all'interno della roccia Sperlinga, documentano l'esistenza di un complesso mesolitico. Età greco-romana: l'antica città romana di Noa è menzionata da Plinio, che chiama i suoi abitanti "noeni".
Nel IX secolo i berberi costruiscono un castello che diventa il nuovo centro della vita civile sostituendo quello nell'attuale contrada Casalini, abitato fino a tutta l'epoca bizantina. Intorno al 1061-72 si insedia una colonia di lombardi, di religione cattolica con rito latino, probabilmente nei luoghi in cui sorge l'attuale paese. Nel 1171 è fondata da sant'Ugo, sotto re Ruggero II, l'abbazia di Santa Maria Nucaria, prima edificazione cistercense in Sicilia. Nel XIII secolo viene edificata una struttura fortificata per opera di Ruggero di Lauria; nel 1298 l'abitato di Novara è già censito come castrum Nucariae. XIV secolo, terra e castello sono possedimento della famiglia di derivazione normanna Palizzi nelle persone di Nicolò 1299 e Matteo nel 1337 e, in seguito, di Vinciguerra d'Aragona nel 1364 sotto il regno di Federico IV d'Aragona.
- 1641, Investitura di Isabella Gioeni, principessa di Castiglione, moglie di Marcantonio V Colonna Maniaci.
- 1723, Investitura casa Gioieni dei Duchi d'Angiò.

Nel XVII secolo il borgo raggiunge il suo massimo sviluppo: risale a quest'epoca quasi tutto il tessuto edilizio conservato sino a oggi. Durante la Seconda guerra mondiale un bombardamento alleato causa danni in due diverse incursioni lungo la costa tirrenica siciliana e località montane.

### Simboli
Il gonfalone è un drappo partito di bianco e di verde.

## Monumenti e luoghi d'interesse

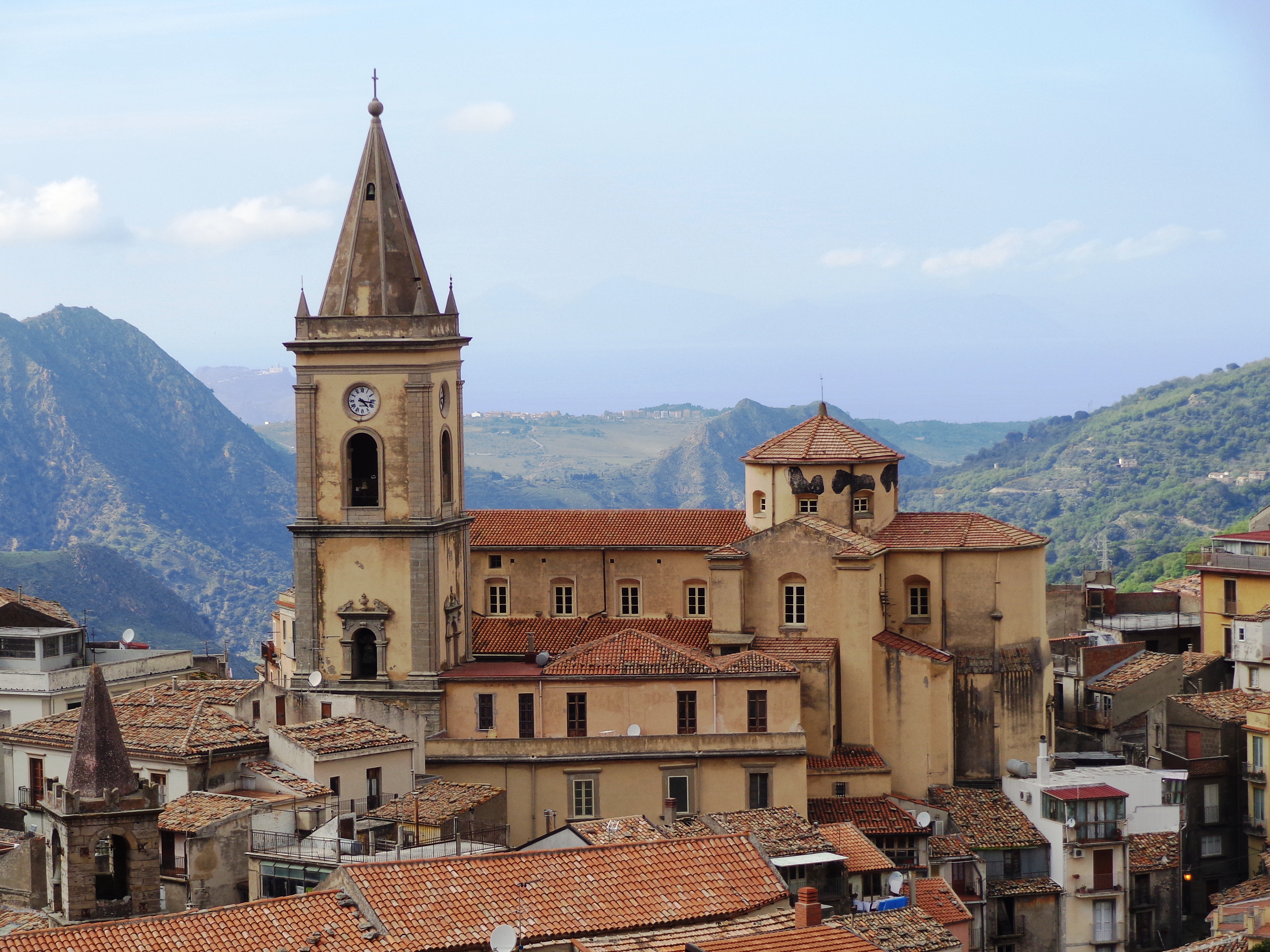
Panorama da Bazia

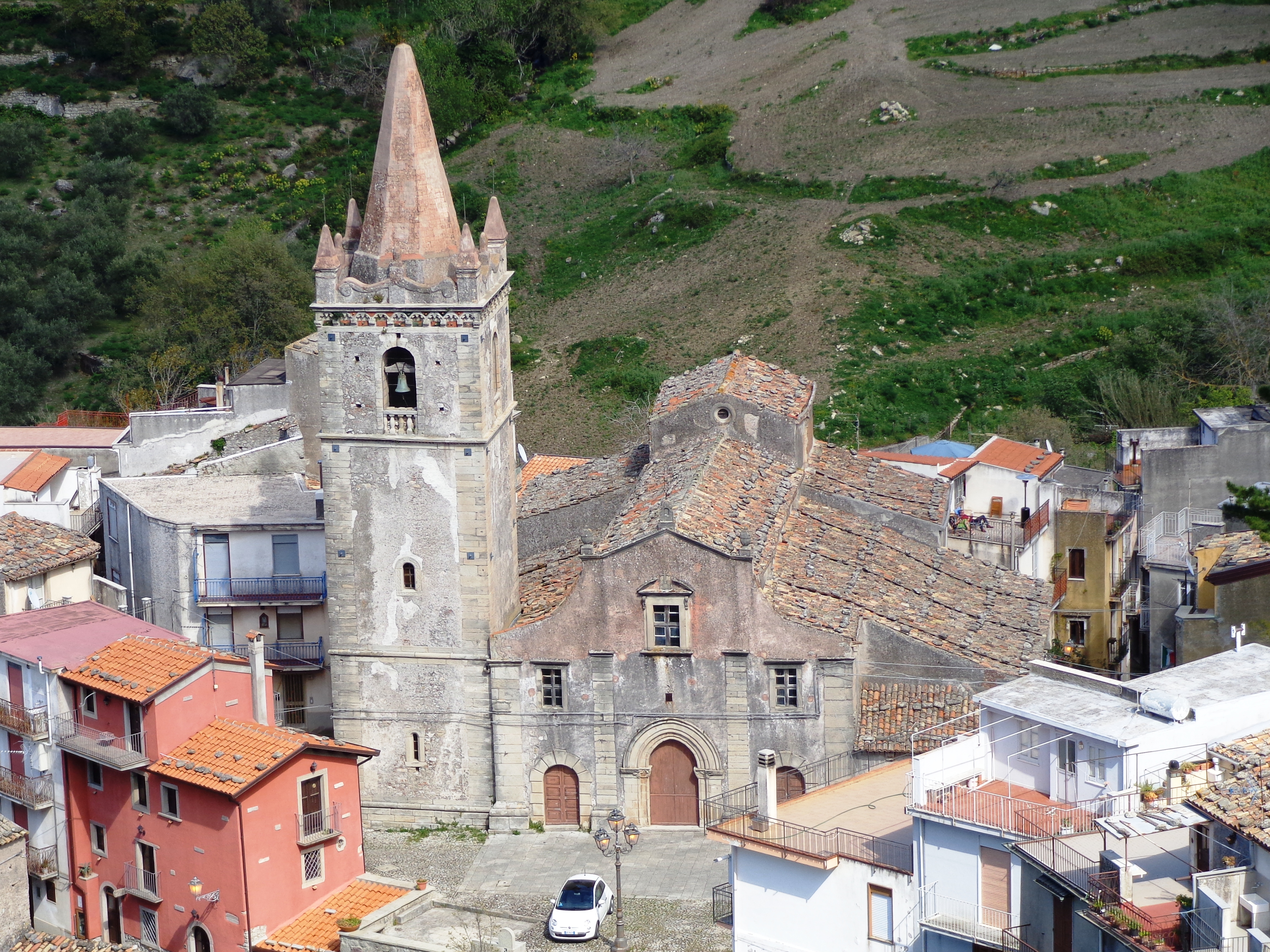
Chiesa di Sant'Antonio

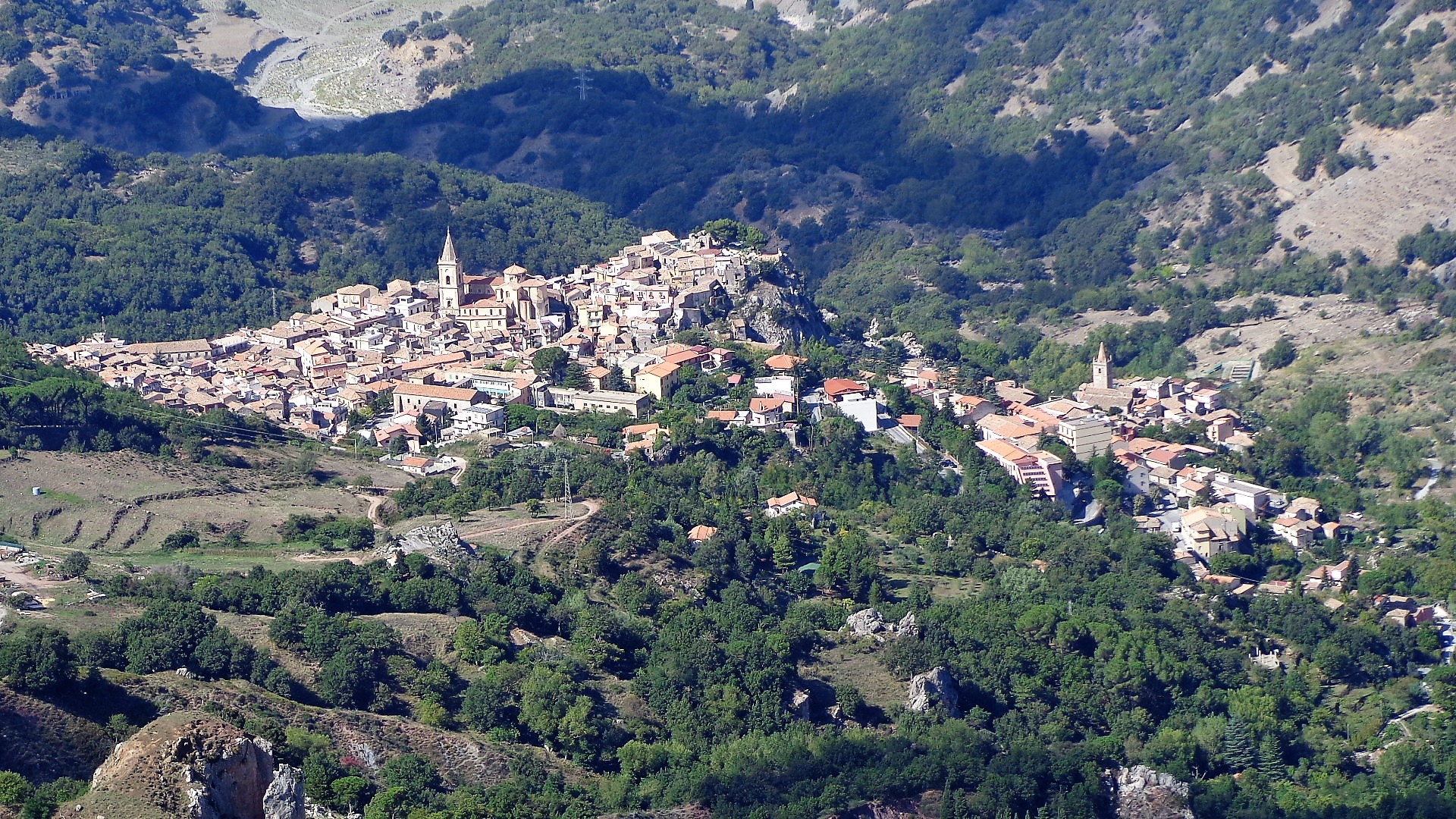
Il centro visto dalla vetta di Rocca Salvatesta

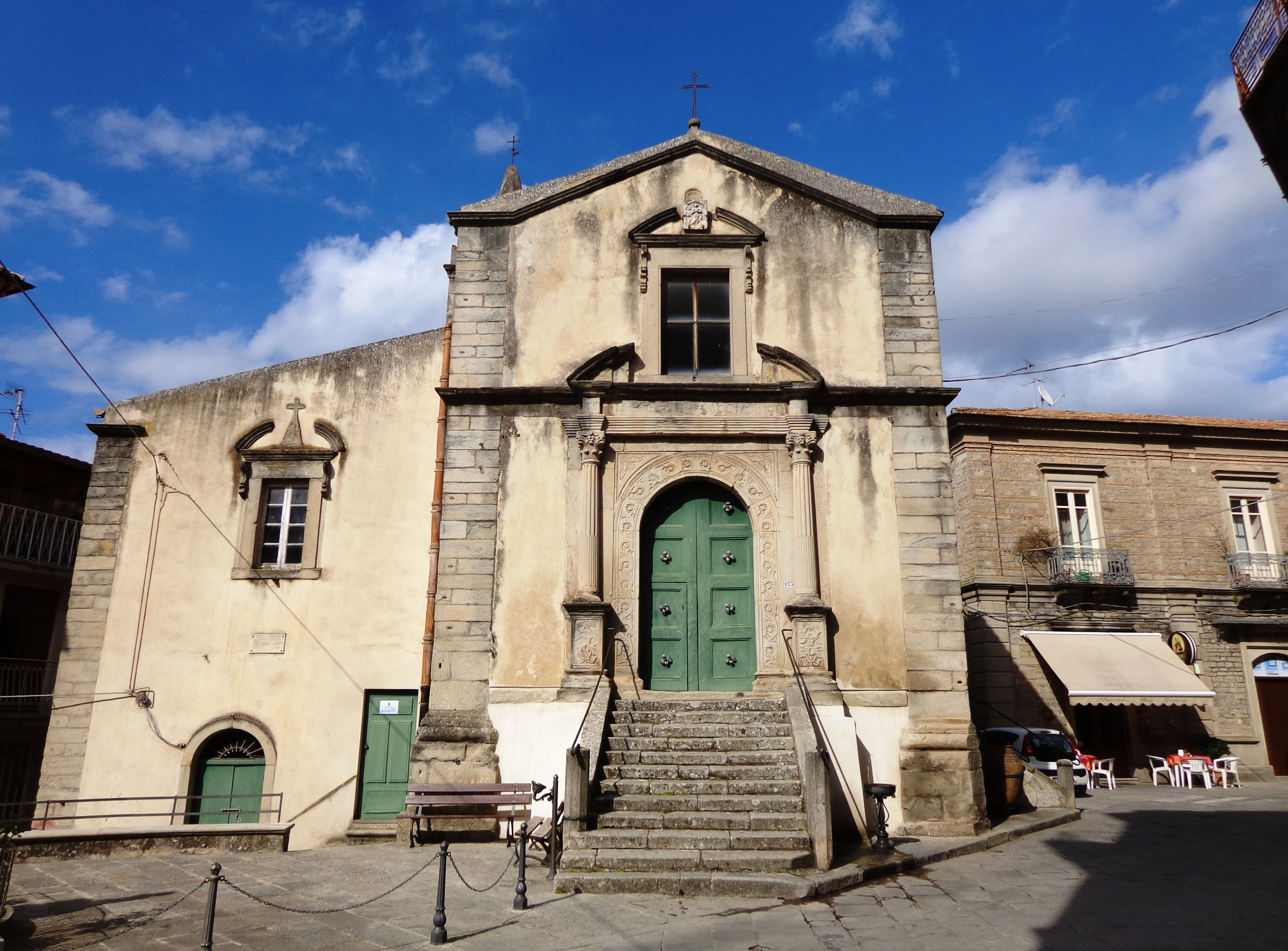
Chiesa di San Nicolò

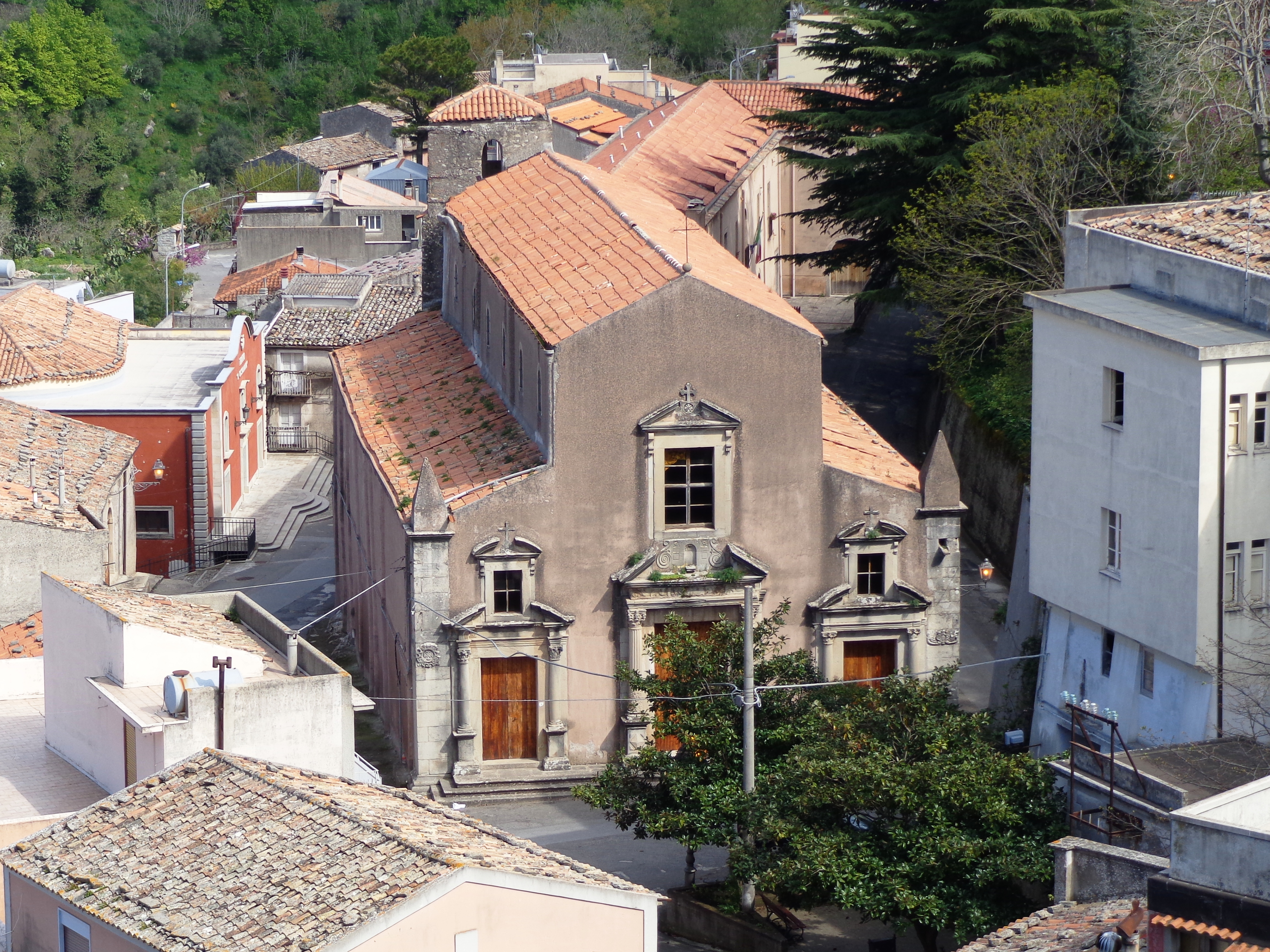
Chiesa di San Giorgio

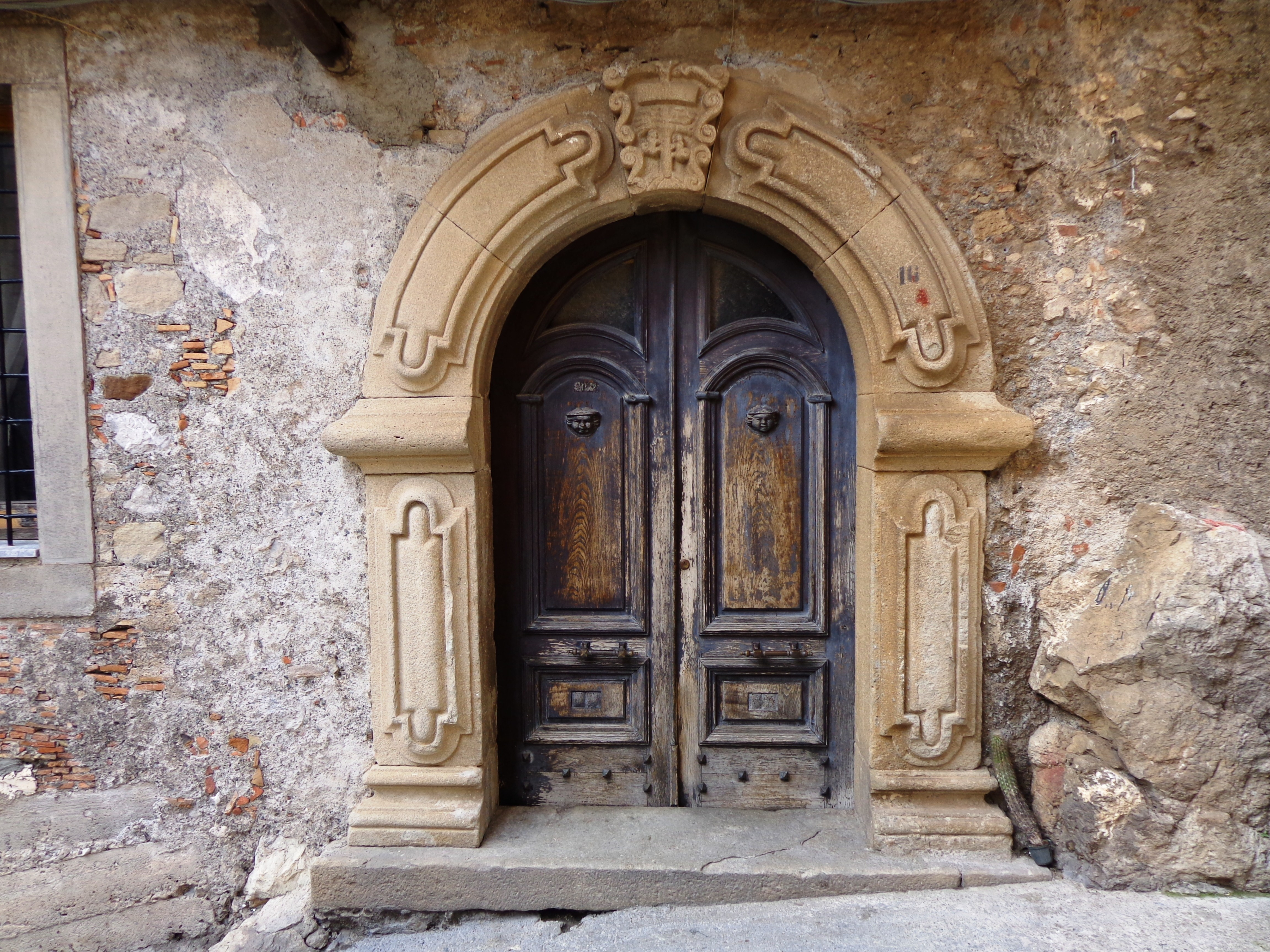
Portale in arenaria

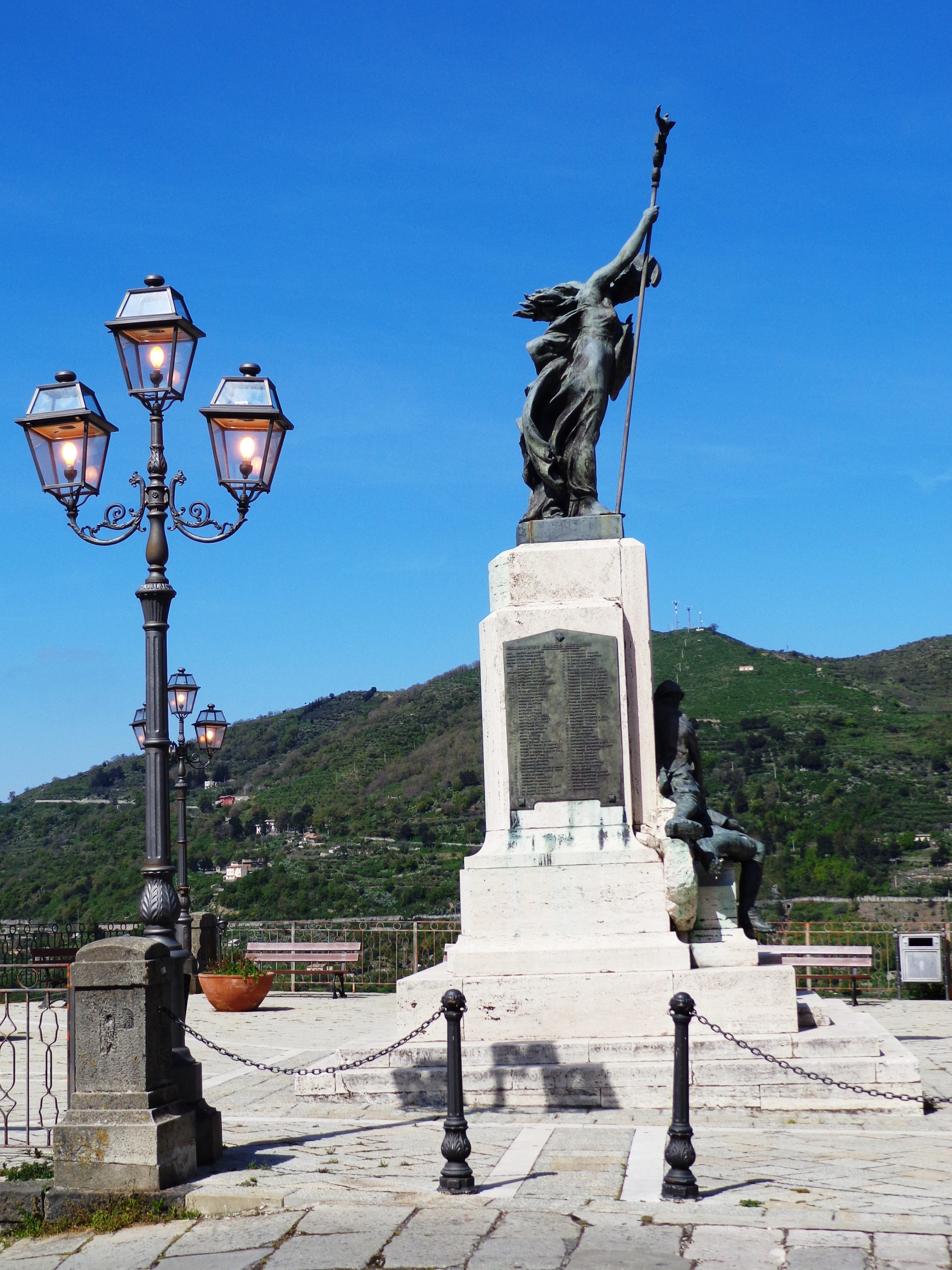
Monumento ai Caduti

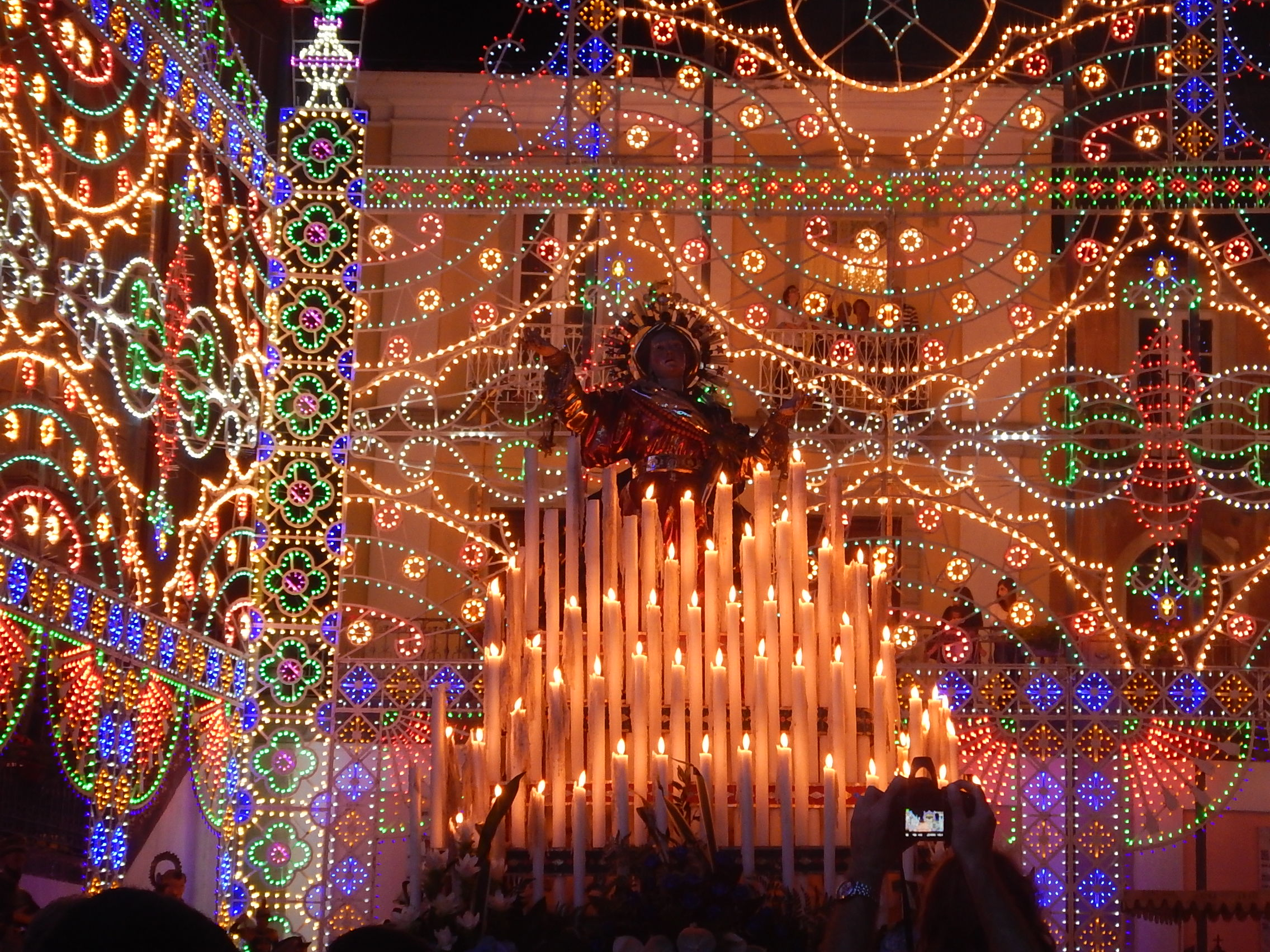
La Festa dell'Assunta in agosto

Il borgo sorge sulla pendice della montagna da cui si scorge l'antica Tindari, a valle di uno sperone di roccia, la Rocca Salvatesta, che raggiunge i 1 340 m.
L'arenaria è stata utilizzata nelle costruzioni civili e con elaborazioni di grande pregio in quelle religiose, dove sono presenti anche molti elementi architettonici realizzati in cipollino, un'altra pietra locale, rossa e marmorea. L'uso della pietra, che sul territorio affiora un po' ovunque, testimonia l'importanza dell'arte dello scalpellino.
Il castello di Novara, di cui oggi restano i ruderi, era situato su una rupe a strapiombo.
La via Dante Alighieri collega l'area del Castello al sottostante duomo di Santa Maria Assunta (secolo XVI), raggiungibile anche percorrendo la via lastricata che inizia dalla piazza principale. La chiesa presenta una facciata con un'ampia scalinata; l'interno è a tre navate delineate da colonne monolitiche in pietra. L'abside ospita un coro ligneo settecentesco, e all'interno vi sono l'altare del Sacramento in marmo intarsiato a smalto, il battistero in marmo cipollino locale sormontato da una cupoletta in legno, la statua dell'Assunta e il grande crocifisso in legno.
Più raccolta è la chiesa di San Francesco del secolo XIII, la più antica e piccola del borgo: francescana, appunto, con un tetto-soffitto di arte povera. Nel quartiere intorno alla chiesa sorge Villa Salvo, con lo stemma del casato. Poco distante si trova la chiesa dell'Annunziata (secolo XVII) a tre navate con colonne in pietra a sezione quadrata, e ospita al suo interno un organo a canne del ‘700 e il gruppo gaginesco dell'Annunciazione: tre statue in marmo pario decorato, scolpite nel 1531 dal toscano Giovambattista Mazzola.
Nella parte alta del paese sorge la chiesa di sant'Ugo abate (secolo XVII). Costruita con il monastero cistercense, successivamente distrutto, conserva un reliquario ligneo, la giara di sant'Ugo (in realtà un vaso arabo), un crocifisso ligneo e un dipinto su tavola dello Statera, L'Annunciazione (1570).
Al centro del paese è situata la chiesa di San Nicolò (secolo XVII), in cima a una gradinata in pietra. Nella parte bassa del borgo si trovano invece le chiese di San Giorgio Martire e Sant'Antonio Abate, entrambe a tre navate. La prima, secentesca, poi adibita ad auditorium, presenta sulla facciata principale un gioco di rimandi con il colonnato interno su cui poggiano i tetti e soffitto centrale a cassettoni.
Tra i tanti edifici civili di rilievo il palazzo municipale (ex Oratorio di San Filippo Neri), il Palazzo Stancanelli che si affaccia sulla piazza principale e il Palazzo Salvo Risicato.
A valle del duomo si conserva Casa Fontana, edificio del Settecento avvolto da una cortina muraria seicentesca che ingloba caratteristiche bucature impreziosite da elementi scolpiti nella pietra arenaria. Il teatro comunale, intitolato al musicista novarese Riccardo Casalaina, presenta dopo il restauro una facciata decorata con scorniciati di pietra e, all'interno, tre livelli di palchi sistemati ad anfiteatro.
A 5 km da Novara resiste l'abbazia di Santa Maria La Noara fondata nel secolo XII da Sant'Ugo Abate sotto re Ruggero II, prima edificazione cistercense in Sicilia. In essa sono presenti molti segni dell'architettura specifica dell'ordine dei monaci cistercensi, improntata alla sobrietà. All'interno sono visibili archi scarni e, accanto all'altare, una porta in pietra, alta, segno della presenza di un antico torrione normanno.

## Società

### Evoluzione demografica
Negli ultimi cento anni, a partire dal 1921, la popolazione residente è diminuita dell'83 % .
Abitanti censiti

### Etnie e minoranze straniere
Secondo i dati ISTAT al 31 dicembre 2009 la popolazione straniera residente era di 59 persone. Le nazionalità maggiormente rappresentate in base alla loro percentuale sul totale della popolazione residente erano:
Romania 36 2,44%

### Lingue e dialetti
Vi si parla un antico dialetto gallo-italico. Gli abitanti di Novara sono infatti discendenti dei coloni e dei soldati provenienti dall'Italia settentrionale e dalla Francia meridionale che si stanziarono in queste zone con la conquista normanna della Sicilia.

## Cultura

### Cucina
Il piatto tradizionale estivo è la pasta detta ‘ncasciada, condita con ragù di vitello e castrato, polpette sbriciolate, melanzane, uova e pan grattato. Un altro piatto tipico, il lempi e trori (lampi e tuoni), è preparato con fagioli, cicerchia, granoturco, lenticchie e grano bolliti e conditi.
Un altro piatto tradizionale sono i frittui, carne di maiale mista a lardo, lessa insieme a cotiche, trippa, polmone, cuore, fegato dello stesso maiale.
Un prodotto tipico è il maiorchino, formaggio pecorino storico dei monti Peloritani, inserito tra i Presidi di Slow Food.

## Economia
La località è associata al circuito dei borghi più belli d'Italia.

## Infrastrutture e trasporti

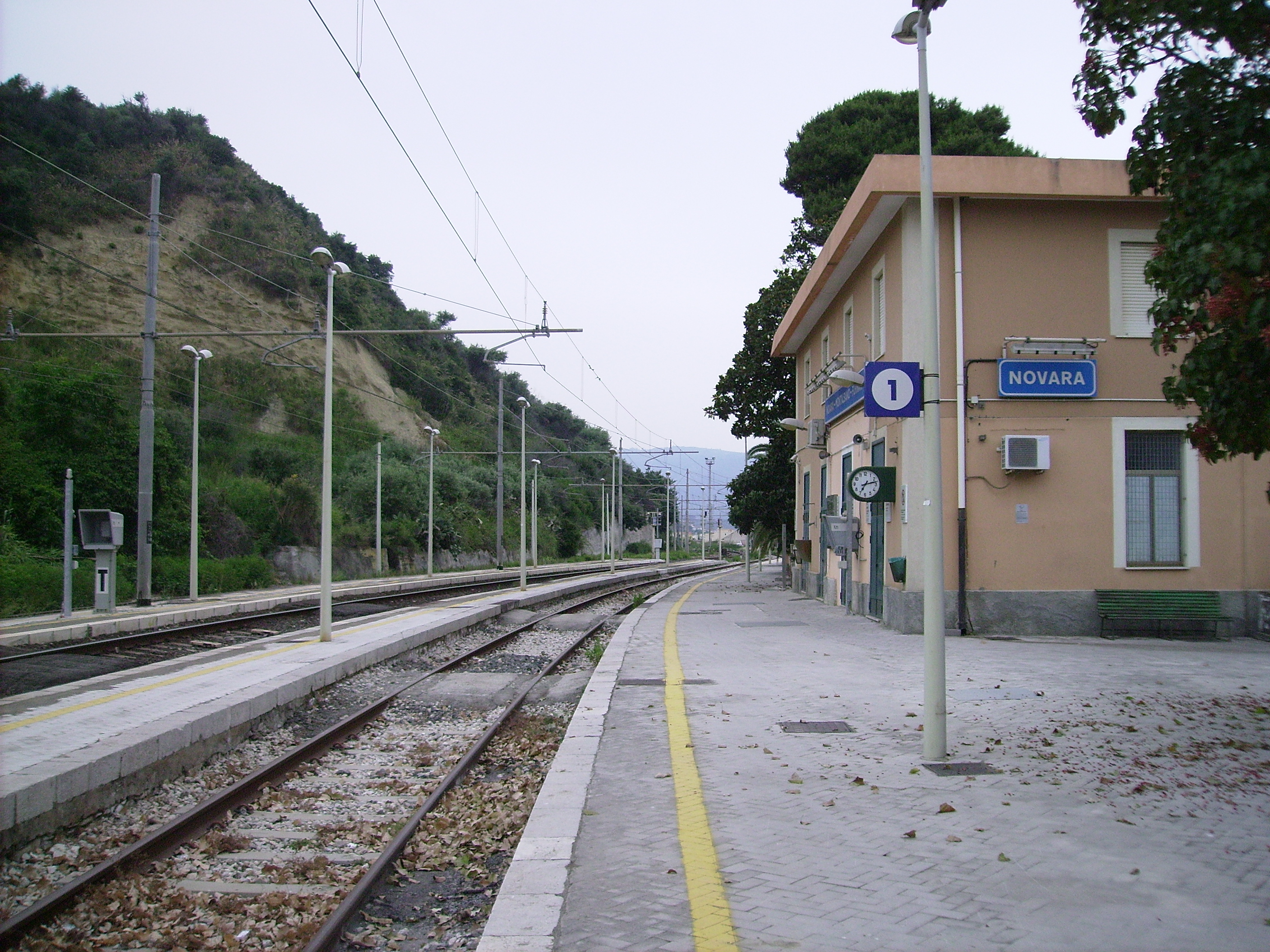
Stazione di Novara-Montalbano-Furnari

### Strade
Novara di Sicilia è interessato dalla strada statale 185 di Sella Mandrazzi e dalla Strada provinciale 110.
Il territorio comunale è attraversato, inoltre, anche da altre direttrici stradali provinciali:
- Strada provinciale 110
- Strada provinciale 95
- Strada provinciale 96, con la diramazione SP 96/dir

### Ferrovie
La località è servita dalla stazione di Novara-Montalbano-Furnari, posta sulla linea ferroviaria Palermo–Messina.

### Mobilità urbana
I trasporti interurbani di Furnari vengono svolti con autoservizi di linea gestiti da AST.

## Amministrazione
Di seguito è presentata una tabella relativa alle amministrazioni che si sono succedute in questo comune.
| Periodo          | Periodo          | Primo cittadino    | Partito              | Carica  | Note   |
| ---------------- | ---------------- | ------------------ | -------------------- | ------- | ------ |
| 21 giugno 1985   | 27 maggio 1990   | Giovanni Ferrara   | Democrazia Cristiana | Sindaco | [ 19 ] |
| 27 maggio 1990   | 4 agosto 1993    | Enzo Maymone       | Democrazia Cristiana | Sindaco | [ 19 ] |
| 22 novembre 1993 | 1º dicembre 1997 | Antonio Sofia      | -                    | Sindaco | [ 19 ] |
| 1º dicembre 1997 | 28 maggio 2002   | Antonio Sofia      | lista civica         | Sindaco | [ 19 ] |
| 28 maggio 2002   | 15 maggio 2007   | Michele Truscello  | lista civica         | Sindaco | [ 19 ] |
| 15 maggio 2007   | 8 maggio 2012    | Michele Truscello  | lista civica         | Sindaco | [ 19 ] |
| 8 maggio 2012    | 12 giugno 2017   | Girolamo Bertolami | lista civica         | Sindaco | [ 19 ] |
| 12 giugno 2017   | 13 giugno 2022   | Girolamo Bertolami | lista civica         | Sindaco | [ 19 ] |
| 13 giugno 2022   | in carica        | Girolamo Bertolami | lista civica         | Sindaco | [ 19 ] |

### Altre informazioni amministrative
Il comune fa parte della regione agraria 3 Alto Fantina e Alto Mela.